# Banda de Charlton Street
La Banda de Charlton Street (en anglès: the Charlton Street Gang) va ser una banda criminal i dedicada a la pirateria fluvial de Nova York de mitjans del segle xix, que destacà especialment sota el lideratge de Sadie Farrell.
Va ser una de les primeres bandes de pirates fluvials, dedicada a atacar petits vaixells de càrrega a la desembocadura del riu Hudson al port de Nova York durant el període posterior a la guerra civil americana. Al cap d’un temps, els transatlàntics i els principals vaixells de mercaderies de la costa oest de Manhattan van quedar tan ben protegits que la banda es va moure riu amunt.

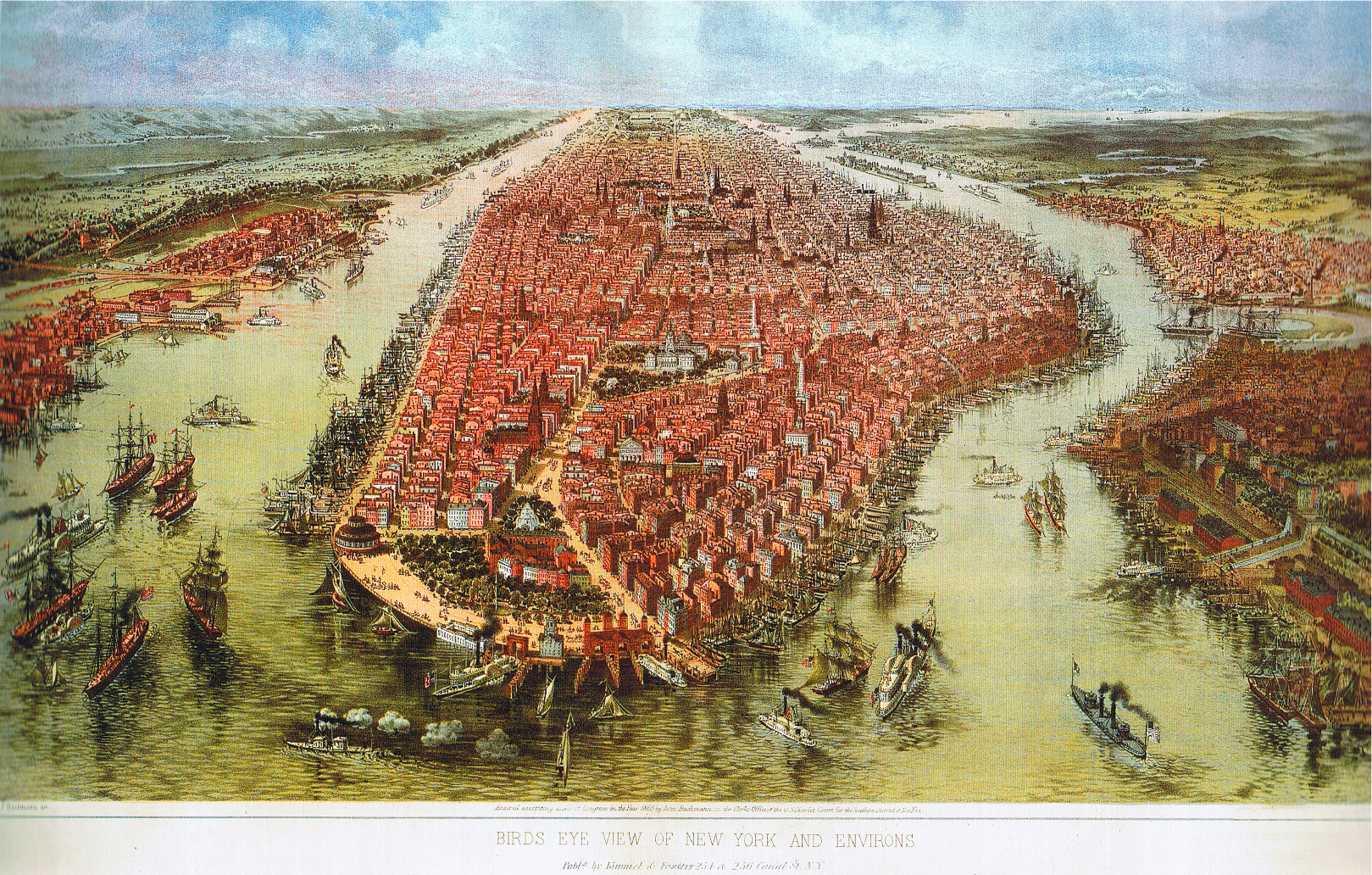
La costa de Nova York, on "Sadie the Goat" Farrell i la banda de Charlton Street de pirates fluvials, es feren famosos

El 1869, sota el lideratge de Sadie Farrell (coneguda com Sadie the Goat), la banda va robar una balandra i aviat va començar a atacar vaixells mercants i cases al llarg del riu Hudson, des del riu Harlem fins a Poughkeepsie i Albany, Nova York. Assaltaven pobles petits, saquejant granges i residènciesde la vora del riu i, ocasionalment, segrestant homes, dones i nens per a demanar-ne rescat. Es diu que va fer "caminar pel tauler" a diversos presoners i que feien onejar la Jolly Roger des del cap de màstil.
Després que diversos membres de la banda morissin en una sèrie d'incursions violentes, la banda va decidir deixar el riu retirar-se al passeig marítim de Nova York, on aviat es va dissoldre.